# 이성호 (군인)
이성호(李成浩, 1926~2019)은 대한민국의 군인이며, 대한민국 제5대 해군참모총장을 지냈다.

## 생애
일제강점기 중기 경기도 시흥군에서 태어났다. 진해고등해원양성소 졸업 이후 상선에서 근무하다가 조선해안경비대에 입대하였다. PC-701 백두산함을 인수하였으며, 한국 전쟁에 참전하였다. 통영 상륙 작전, 인천 상륙 작전 등에 참전하였다. 한국전쟁이 휴전을 맞이하고 해군에 계속 머물렸으며, 5·16 군사정변이 발생하였을 당시 반대하는 입장을 보였다.

## 학력
- 진해고등해원양성소

## 경력
- 해군참모총장
- 대한민국 재향군인회장
- 해군협회 초대회장